# 和硕恪靖公主府
和硕恪靖公主府，又称固伦恪靖公主府，位于中国内蒙古自治区呼和浩特新城區，是清代康熙帝的第六个女儿，人称“四公主”的固伦恪靖公主的府第。1990年，公主府被辟为呼和浩特博物馆。呼和浩特博物馆现为国家二级博物馆。

## 建造
公主在康熙三十六年（1697年）19岁时受封为和硕公主，嫁给蒙古博尔济吉特氏喀尔喀郡王敦多布多尔济。
喀尔喀蒙古郡王郡治在库伦（今蒙古国乌兰巴托），但因为和噶尔丹的战争，漠北不安全，康熙帝赐公主住归化（今中国内蒙古呼和浩特）。经康熙钦定，约于康熙三十六年（1697年）归化城北门2.5公里的扎达河东岸建公主府。
原建占地约600余亩，包括府邸、前庭、花园和马场。建筑形制为大木硬山及卷棚式，等级较低，但做工精良。
康熙四十五年（1706年）和硕公主受封为和硕恪靖公主；雍正二年（1724年）晋固伦恪靖公主。
雍正年间公主迁居库伦（今蒙古国乌兰巴托）之后，公主府被她的后人继承居住直至清末。

## 现况

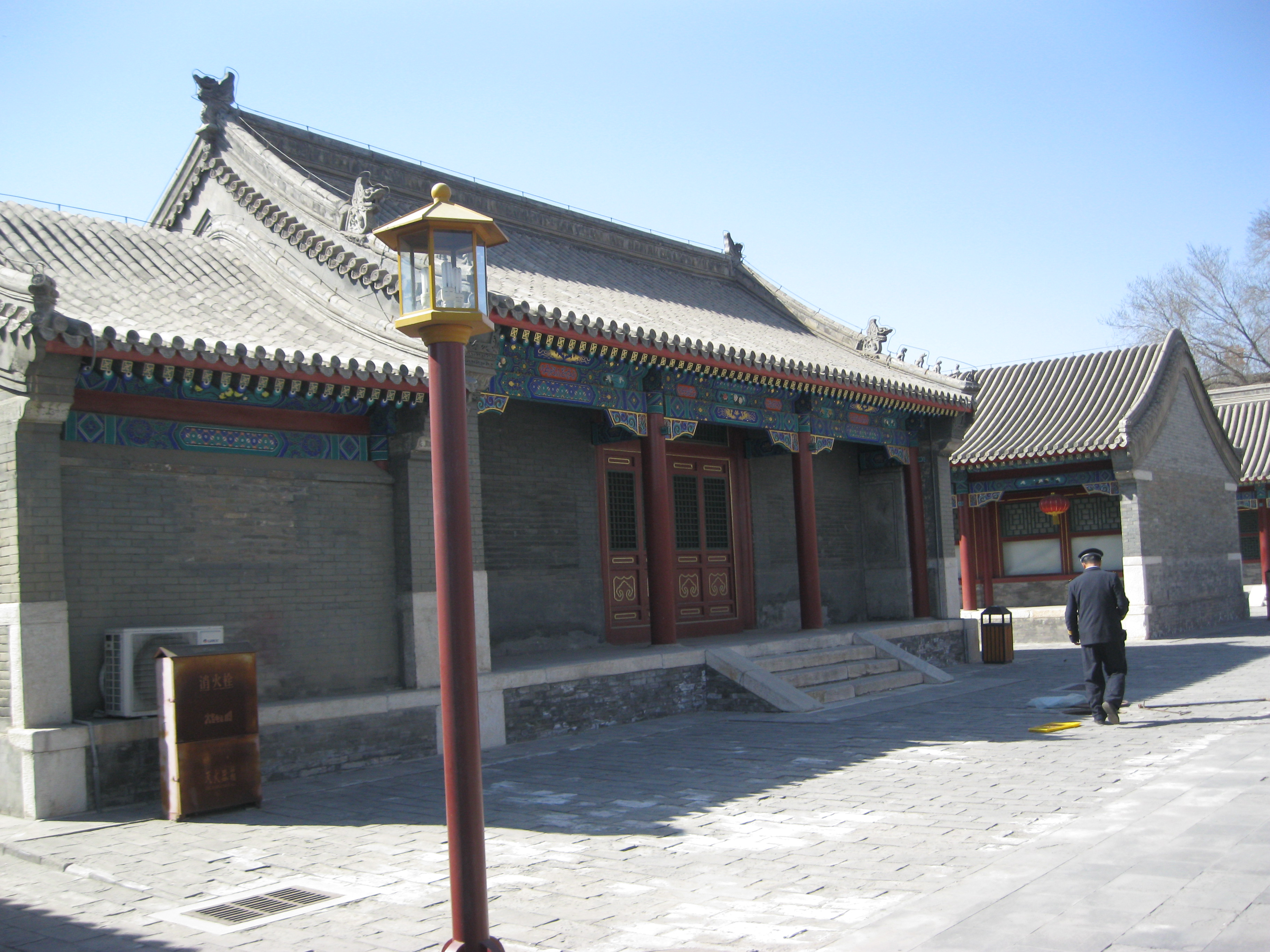
固伦恪靖公主府寝殿

1928年公主府为绥远第一师范校址，1989年移交文物部门，1990年改为呼和浩特市博物馆。
和硕恪靖公主府位于呼和浩特新城区赛罕路，占地18000平方米，是目前中国保存最完好的清代公主府，也是塞外保存最完整的一处清代四合院群体建筑。
今天公主府院落由南向北分组按照中轴线自前庭照壁起分别布列有：府门、轿厅、静宜堂（大堂）、寝殿和后罩房，共四进六院。东西对称布有厢、配房，现存建筑70间。府邸东北侧有花园，北侧为马场。
2001年6月25日公主府被列为第5批全国重点文物保护单位。现府内藏文物1200余件。